# E. Marinella
E. Marinella é uma empresa italiana de gravatas fundada por Eugenio Marinella em 1914 em Nápoles.

## História
Em 1914, Eugenio Marinella abriu uma loja em Nápoles. Na década de 1980, o nome Marinella começou a sair das fronteiras italianas graças ao Presidente da República Francesco Cossiga, que adquiriu o hábito de trazer uma caixa com cinco gravatas Marinella de presente aos chefes de Estado em suas visitas oficiais.

## Clientela
Políticos como Bill Clinton, Boris Yeltsin, Silvio Berlusconi, Jacques Chirac e Hosni Mubarak usaram gravatas de Marinella, como o rei Juan Carlos, o príncipe Charles, Gianni Agnelli e Alberto II, príncipe de Mônaco.

## Produtos
Além de gravatas, a E. Marinella também vende bolsas, relógios, colônias, acessórios e abotoaduras masculinas. Sua linha de produtos femininos inclui bolsas, lenços, perfumes e acessórios.